# أدولفو رويز كورتينيس
أدولفو رويز كورتينيس (بالإسبانية: Adolfo Ruiz Cortines) (و. 1890 – 1973 م) هو سياسي، وعسكري محترف من المكسيك.

## مسيرته المهنية

### عمله العسكري الثوري
قرأ رويز في عام 1909 كتاب «خلافة الرئيس» الذي نشره في ذلك العام فرانسيسكو آي ماديرو زعيم المعارضة ضد رئاسة الجنرال دياز، فحفز هذا الكتاب اهتمام رويز بالسياسة. بدأت الثورة المكسيكية في عام 1910 وظهر في الواجهة العديد من اللاعبين الرئيسيين مثل باسكوال أوروزكو وفرانشيسكو فيلا، وبسبب هذه التأثيرات انتقل كورتينيس في عام 1912 إلى مكسيكو سيتي وهو بعمر الثالثة والعشرين، وأثناء إقامته في مكسيكو سيتي اغتيل الرئيس فرانسيسكو آي ماديرو وتولى الجنرال فيكتوريانو هويرتا السلطة. عارض رويز كورتينيس حكومة هويرتا التي اعتبرها المكسيكيون حكومة انقلابية اغتصبت السلطة. انضم كورتيتينس إلى القوات الثورية بقيادة ألفريدو روبلز الذي كان اليد اليمنى للزعيم الثوري فينوستيانو كارانزا. كان روبلز مسؤولًا عن القوات الثورية في جنوب ووسط المكسيك. شارك رويز كورتينيس في بعض الأعمال العسكرية لكن مهمته الرئيسية كانت كمحاسب في الجيش. حاول كارانزا الفرار في عام 1920 من المكسيك بعد ثورة الجنرالات سونوران أدولفو دي لا هويرتا وألفارو أوبريغون وبلوتاركو إلياس كاليس الذين اعترضوا على محاولة كارانزا فرض خليفة له. أخذ كارانزا كمية كبيرة من ذهب الخزينة، لكن قطاره أوقف وأعيد الذهب إلى مكسيكو سيتي واستلمه الشاب الموثوق رويز كورتينيس.

### حياته السياسية
تمتع كورتيتينس بسمعة جيدة وخبرة في مجال المحاسبة وتاريخ ثوري، ما جعل الفرص أمامه في عشرينيات القرن الماضي. خدم كورتيتينس في دائرة الإحصاء الوطنية الحكومية، وجادل في منشوراته بأن دائرة الإحصاءات الوطنية يجب أن تكون وكالة مستقلة. بدأت الحياة السياسية الفعلية لكورتيتينس في عام 1935 أثناء رئاسة لازارو كارديناس، وأصبح مديرًا مسؤولًا عن مدينة مكسيكو. التقى كورتيتينس خلال تلك الفترة ميغيل أليمان فالديس الذي كان ابن جنرال ثوري وأصبح فيما بعد رئيسًا للمكسيك (1946-1952). ساهم كورتيتينس في عام 1940 في قيادة الحملة الرئاسية لاختيار خليفة كارديناس «مانويل أفيلا كاماتشو». عيَّن الرئيس أفيلا كاماتشو بعد نجاحه في الانتخابات أليمان وزيرًا للداخلية، وطلب ميغيل أليمان من رويز أن ينضم إليه كسكرتير مساعد له بسبب صداقتهما الشخصية. أعطى ذلك رويز فرصة لكسب النفوذ داخل الحزب الثوري الدستوري، وبعد عدة سنوات اختاره الحزب الثوري الدستوري كمرشح لمنصب حاكم فيراكروز.

### حاكم فيراكروز
أصبح أدولفو رويز كورتينيس حاكمًا لفيراكروز في ديسمبر 1944، وخلال فترة حكمه وسع التعليم العام في الولاية وأسس بعض المؤسسات كمعهد الدراسات الفنية الذي قدم التعليم العملي للمواطنين وسمح لهم بتحسين نوعية حياتهم، وأسس معهد الأنثروبولوجيا ولجنة تخطيط الدولة، وعدل الدستور المحلي للسماح للمرأة بالمشاركة في الانتخابات المحلية والبلدية، وأمر ببناء الطرق والجسور لتطوير البنية التحتية لفيراكروز لأنها كانت واحدة من الموانئ الرئيسية في المكسيك في ذلك الوقت.

### رئاسة المكسيك
اختير رويز كورتينيس في 14 أكتوبر 1951 مرشحًا للرئاسة من قبل الحزب الثوري الدستوري. كان الحزب الثوري الدستوري هو الحزب المسيطر في المكسيك، وكان فوز رويز كورتينز الانتخابي متوقعًا، وفي 1 ديسمبر 1952 تولى رئاسة الجمهورية.
أراد كورتينيس أن يعطي صورة جديدة للحكومة ويعيد مصداقيتها بعد فضائح الفساد في سنوات حكم أليمان. كانت عقيدة كورتينيس هي «التقشف والأخلاق».
مارس كورتينيس رقابة صارمة على الإنفاق العام، ودعم بناء الطرق والسكك الحديدية والسدود والمدارس والمستشفيات، ونفذ خطة تسمى «المسيرة إلى البحر» والتي كانت تهدف إلى نقل السكان من المرتفعات إلى الساحل.

## روابط خارجية
- أدولفو رويز كورتينيس على موقع الموسوعة البريطانية (الإنجليزية)
- أدولفو رويز كورتينيس على موقع مونزينجر (الألمانية)
- أدولفو رويز كورتينيس على موقع إن إن دي بي (الإنجليزية)